# 1 Дечембріє (Васлуй)
1 Дечембріє, Интий-Дечембріє (рум. 1 Decembrie) — село у повіті Васлуй в Румунії. Входить до складу комуни Банка.

## Географія
Село розташоване на відстані 252 км на північний схід від Бухареста, 31 км на південь від Васлуя, 90 км на південь від Ясс, 105 км на північ від Галаца.

### Клімат
| Клімат 1 Дечембріє      | Клімат 1 Дечембріє | Клімат 1 Дечембріє | Клімат 1 Дечембріє | Клімат 1 Дечембріє | Клімат 1 Дечембріє | Клімат 1 Дечембріє | Клімат 1 Дечембріє | Клімат 1 Дечембріє | Клімат 1 Дечембріє | Клімат 1 Дечембріє | Клімат 1 Дечембріє | Клімат 1 Дечембріє | Клімат 1 Дечембріє |
| Показник                | Січ.               | Лют.               | Бер.               | Квіт.              | Трав.              | Черв.              | Лип.               | Серп.              | Вер.               | Жовт.              | Лист.              | Груд.              | Рік                |
| Середній максимум, °C   | 1,5                | 4,1                | 10,5               | 18,0               | 23,3               | 26,8               | 28,8               | 28,5               | 24,6               | 18,0               | 10,0               | 3,8                | 16,5               |
| Середня температура, °C | −2,4               | −0,1               | 4,8                | 11,3               | 16,7               | 20,2               | 22,0               | 21,2               | 16,9               | 10,8               | 5,2                | 0,2                | 10,6               |
| Середній мінімум, °C    | −5,5               | −3,3               | 0,3                | 5,6                | 10,5               | 14,0               | 15,6               | 15,0               | 11,1               | 5,7                | 1,6                | −2,6               | 5,7                |
| Днів з опадами          | 6                  | 6                  | 6                  | 7                  | 6                  | 6                  | 7                  | 6                  | 5                  | 5                  | 6                  | 6                  | 72                 |
| ----------------------- | ------------------ | ------------------ | ------------------ | ------------------ | ------------------ | ------------------ | ------------------ | ------------------ | ------------------ | ------------------ | ------------------ | ------------------ | ------------------ |
| Джерело: www.yr.no      |                    |                    |                    |                    |                    |                    |                    |                    |                    |                    |                    |                    |                    |

## Населення
За даними перепису населення 2002 року у селі проживали 452 особи, усі — румуни. Усі жителі села рідною мовою назвали румунську.